# Жан-Поль Пінеда
Жан-Поль Пінеда (ісп. Jean Paul Pineda, нар. 24 лютого 1989, Сантьяго) — чилійський футболіст, нападник клубу «Кокімбо Унідо».
Виступав, зокрема, за клуб «Палестіно», а також національну збірну Чилі.

## Клубна кар'єра
Народився 24 лютого 1989 року в місті Сантьяго. Вихованець футбольної школи клубу «Палестіно». Дорослу футбольну кар'єру розпочав 2006 року в основній команді того ж клубу, в якій провів три сезони, взявши участь у 40 матчах чемпіонату. 
Згодом з 2010 по 2018 рік грав у складі команд клубів «Кобресаль», «Кобрелоа», «Уніон Еспаньйола», «Коло-Коло», «Рейнджерс» (Талька), «Уніон Ла-Калера», «Кордова», «Віторія» (Салвадор), «Сантьяго Вондерерз» та «Універсідад де Консепсьйон».
До складу клубу «Кокімбо Унідо» приєднався 2019 року. Станом на 15 квітня 2019 року відіграв за команду з Кокімбо 6 матчів в національному чемпіонаті.

## Виступи за збірні
У 2007 році залучався до складу молодіжної збірної Чилі. На молодіжному рівні зіграв у 0 офіційних матчах.
Того ж року дебютував в офіційних матчах у складі національної збірної Чилі.